# Pastor na obcasach

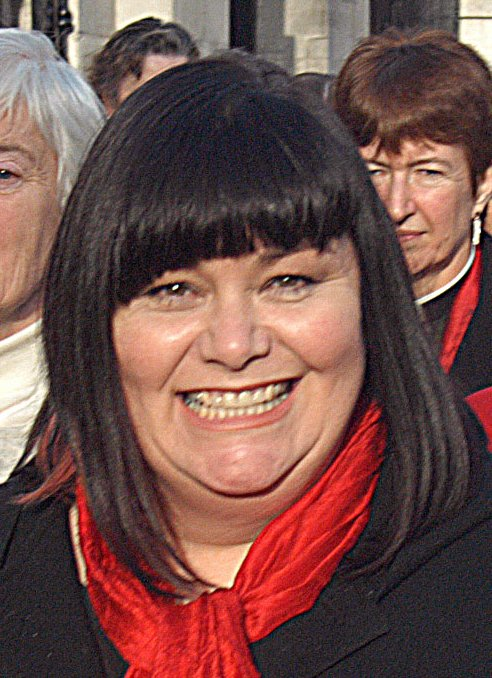
Dawn French, odtwórczyni roli tytułowej w serialu

Pastor na obcasach (Vicar of Dibley, w dosłownym tłumaczeniu Proboszcz z Dibley) – brytyjski serial komediowy emitowany po raz pierwszy na antenie BBC One w latach 1994–2007. Na rynku polskim był prezentowany na antenie BBC Prime, a później BBC Entertainment.
Pomysłodawcą serialu był Richard Curtis, zaś jego głównym współscenarzystą Paul Mayhew-Archer. W roli tytułowej występowała Dawn French.

## Opis fabuły
Serial został zainspirowany rewolucyjną zmianą w Kościele Anglii, jaką było dopuszczenie w 1992 roku kapłaństwa kobiet, co budzi wśród wiernych skrajne emocje. W pierwszym odcinku w (fikcyjnej) wiosce Dibley, położonej w najbardziej prowincjonalnej części hrabstwa Oxfordshire, umiera mocno starszy już ksiądz proboszcz. Biskup przysyła na jego miejsce energiczną Geraldine, księdza-kobietę. Początkowo parafianie reagują na to szokiem, kpinami i niechęcią do proboszcza w spódnicy. Szybko jednak bezpośredni styl bycia i ciepła osobowość Geraldine zyskują dla niej sympatię większości mieszkańców. Nieprzejednanym antagonistą Geraldine pozostaje jednak David, przewodniczący wszechwładnej rady parafialnej, zarazem najlepiej wykształcony i zdecydowanie najzamożniejszy człowiek w całej wsi.

### Główni bohaterowie
W nawiasach podano odtwórców ról.
- ks. Geraldine „Gerry” Granger (Dawn French) – tytułowa bohaterka, należy do grona pierwszych kobiet wyświęconych na prezbiterów Kościoła Anglii po dopuszczeniu w tej konfesji kapłaństwa osób obu płci. W pierwszym odcinku serialu zostaje proboszczem i zarazem jedynym księdzem w parafii w Dibley. Jest pulchną kobietą w średnim wieku, o liberalnym, jak na osobę duchowną, podejściu do życia i świata. Choć w Kościele Anglii nie obowiązuje celibat, Gerry pozostaje w stanie wolnym, marząc o wielkiej miłości, ale zarazem zdając sobie sprawę, iż koloratka raczej zniechęca potencjalnych adoratorów. W chwilach smutku objada się czekoladą i lodami. Stara się podchodzić do parafian z ciepłem i wyrozumiałością, choć w głębi duszy śmieszą ją, a nawet irytują, różne ich słabości i przywary.
- David Horton (Gary Waldhorn) – do czasu przybycia do Dibley Geraldine, niekwestionowany lider lokalnej społeczności. Zamożny farmer o gruntownym wykształceniu, w kontaktach z innymi mieszkańcami pełen złośliwej ironii i ukrywanego z trudem (nie zawsze skutecznie) ogromnego poczucia wyższości. Przewodniczący rady parafialnej i reprezentant wsi w miejscowym samorządzie terytorialnym, człowiek o konserwatywnych poglądach na Kościół, życie i świat. Po objęciu parafii przez Geraldine (co samo w sobie budzi już potężną niechęć Davida, bowiem jest przeciwnikiem kapłaństwa kobiet) oboje toczą swego rodzaju wojnę podjazdową o rząd dusz w parafii, prezentując odmienne spojrzenia na większość spraw. W późniejszych odcinkach postać Davida ulega pewnemu ociepleniu, zaś jego relacje z innymi bohaterami stają się bardziej przyjacielskie, choć wciąż pełne napięć.
- Alice Tinker, po ślubie Alice Horton (Emma Chambers) – zakrystianka w kościele parafialnym i jednocześnie miejscowa przedszkolanka, szybko staje się najlepszą przyjaciółką Geraldine. Jest bardzo pobożną, ale jednocześnie bardzo mało inteligentną, być może wręcz lekko opóźnioną w rozwoju, młodą kobietą. Na sam koniec każdego odcinka serialu, już po napisach końcowych, pojawia się scena, gdy Geraldine i Alice opowiadają sobie nawzajem dowcipy, przy czym zwykle Alice nie jest w stanie zrozumieć żartów proboszcza, a Geraldine jest zażenowana poziomem żartów Alice. W czasie kolejnych odcinków między Alice i Hugonem nawiązuje się nić bliskiej sympatii, a potem miłości, co ostatecznie doprowadza do ich ślubu, a później narodzin licznego potomstwa.
- Hugo Horton (James Fleet) – jedyny syn Davida, od którego odebrał bardzo surowe wychowanie. Wchodzi już powoli w wiek średni, jednak aż do związku z Alice pozostaje samotny, mieszka z ojcem i jest jego asystentem we wszystkich sprawach. Ma dobre serce i jest prostolinijny, ale dalece mniej inteligentny od ojca, przez co często wykonuje powierzone mu przez Davida zadania w zupełnie inny od zamierzonego sposób. Pod wpływem związku z nieco szaloną Alice odkrywa stopniowo swoje bardziej niegrzeczne oblicze, choć nadal pozostaje zdominowany przez ojca.
- Frank Pickle (John Bluthal) – sekretarz rady parafialnej, protokołujący jej posiedzenia drobiazgowo aż do przesady, co często rodzi zabawne sytuacje. Jest starszym już panem, który nigdy nie był żonaty. W jednym z odcinków ujawnia swój homoseksualizm, utrzymywany wcześniej w sekrecie przez 40 lat, choć z drugiej strony w innym odcinku okazuje się być ojcem jednego z dzieci miejscowej panny o raczej lekkich obyczajach. Frank jest znany jako wyjątkowo nudny gawędziarz, którego najciekawsze anegdoty mówią o tak wstrząsających zdarzeniach jak brak chipsów w lokalnym pubie czy spóźnienie mleczarza z dostawą.
- Jim Trott (Trevor Peacock) – członek rady parafialnej, a od serii drugiej także organista w kościele. Czerstwy starszy pan o bezpośrednim, lekko obleśnym, sposobie bycia. W późniejszych odcinkach bardziej otwarcie wyjawia swą erotomanię, w ramach której wyjeżdża m.in. na seksturystyczne wakacje w Azji oraz chętnie uprawia przypadkowy seks z odwiedzającymi Dibley młodymi dziewczętami, fantazjuje też głośno na temat ponętnych gwiazd telewizji. Jąka się w bardzo specyficzny sposób – wszystkie swoje wypowiedzi zaczyna od „nie, nie, nie, nie...”, nawet jeśli w końcu chce powiedzieć „Tak!”. Jego żona Doris ma odwrotny problem – zaczyna zawsze od „tak, tak, tak, tak...”.
- Owen Newitt (Roger Lloyd-Pack) – miejscowy hodowca owiec i krów, twardo stąpający po ziemi, nie stroniący od bardzo dosadnego, wręcz wulgarnego języka, którego używa nawet podczas posiedzeń rady parafialnej. Pochodzi z rodziny okrutników: niemal każdy z jego przodków miał na koncie jakieś zabójstwo, a sam Owen bywa niezwykle brutalny, zwłaszcza wobec swych zwierząt. Należy do najbardziej liberalnych mieszkańców wsi i jest pierwszym, który otwarcie popiera Geraldine jako nowego proboszcza, a potem jest jej stałym stronnikiem w rozmaitych sprawach. Później stara się o względy księdza proboszcza, w pewnym momencie nawet się jej oświadcza, lecz bez powodzenia. Czuje się bardzo samotny, co skłania go czasem do aktów zoofilii.
- Letitia Cropley (Liz Smith) – członkini rady parafialnej i organistka, występuje tylko w pierwszej serii, a w pierwszym odcinku specjalnym serialu (wyemitowanym w Wielkanoc 1996) umiera, będąc już mocno starszą panią. Uwielbia gotować i uważa się za wyborną kucharkę, ale jej wyroby budzą postrach wśród mieszkańców (jest nawet nazywana „trucicielką z Dibley”), ponieważ miesza zupełnie nie pasujące do siebie składniki, np. dodaje ketchup do ciasta owocowego. Podczas posiedzeń rady zawsze szydełkuje. Niekiedy dzieli się wspomnieniami ze swojej raczej niegrzecznej młodości.

W rolach drugoplanowych i epizodach wystąpili m.in.: Richard Armitage, Clive Mantle, Johnny Depp, Richard Griffiths, Hugh Bonneville, Sean Bean, Emma Watson oraz Sara (księżna Yorku), dziennikarka Mel Giedroyc, piosenkarka Kylie Minogue, a także muzyk Sting i jego żona Trudie Styler.

## Odcinki

### Struktura serialu
Serial wyróżnia się nietypową i nieregularną strukturą odcinków i serii, w której liczba i znaczenie fabularne odcinków specjalnych, realizowanych na różne okazje, są równie duże jak serii regularnych. Zadebiutował na antenie BBC One w dniu 10 listopada 1994 roku. Początkowo seria 1 liczyła sześć odcinków i była emitowana do 15 grudnia. W roku 1996 zrealizowano dwa odcinki specjalne – wielkanocny i bożonarodzeniowy – które następnie otrzymały status dwóch dodatkowych odcinków serii pierwszej. Dodatkowo w roku 1997 nakręcono pierwszy miniodcinek dla Comic Relief.
Seria druga liczyła cztery odcinki i była pokazywana od 26 grudnia 1997 do 22 stycznia 1998. Wiosną 1999 wyemitowano kolejny odcinek dla Comic Relief. Następnie od 24 grudnia 1999 do 1 stycznia 2000 emitowano cztery nowe odcinki, które w jednych klasyfikacjach uznawane są za trzecią serię Pastora, a w innych za odcinki specjalne. Po czteroletniej przerwie, serial powrócił z dwoma kolejnymi świątecznymi odcinkami specjalnymi, emitowanymi 25 grudnia 2004 i 1 stycznia 2005. 11 marca 2005 po raz trzeci pojawił się w Comic Relief. Podobny zabieg powtórzono w latach 2006–2007, kiedy to pojawiły się odcinki: świąteczny, noworoczny oraz dla Comic Relief, przy czym za fabularny finał serialu należy uznać odcinek noworoczny z 1 stycznia 2007 roku. W 2013 ekipa serialu spotkała się ponownie, po siedmiu latach przerwy, i nagrała jeszcze jeden odcinek specjalny dla Comic Relief, inspirowany trwającą wówczas dyskusją o biskupstwie kobiet w Kościele Anglii. 

### Radio
Postać ks. Geraldine Granger po zakończeniu serialu pojawiała się gościnnie w radiu. Najpierw Dawn French zagrała ją w ramach swojego programu komediowego, tworzonego wraz z Jennifer Saunders, na antenie BBC Radio 2. 29 marca 2014 główna bohaterka serialu została zaproszona do audycji Today na antenie BBC Radio 4, aby wystąpić w ramach cyklu „Myśl dnia”, w którym duchowni i myśliciele różnych wyznań i światopoglądów codziennie dzielą się ze słuchaczami kilkuminutową refleksją. French przeczytała jako ks. Granger napisany przez Richarda Curtisa krótki monolog, po części parodiujący myśli dnia prawdziwych duchownych, ale zawierający też poważne przesłanie, którym było wezwanie, aby Kościół katolicki i Kościół Anglii, mające za sobą niedawne zmiany przywództwa po obu stronach, z nową energią przystąpiły do wspólnej walki z nietolerancją i biedą.

### Upływ czasu
Inną cechą wyróżniającą serial na tle większości brytyjskich sitcomów jest fakt, iż w jego fabule uwzględniany jest, choć nie zawsze z idealną dokładnością, rzeczywisty upływ czasu między emisją kolejnych serii czy odcinków specjalnych. I tak np. kiedy w grudniu 2004 serial obchodził dziesięć lat od swojej premiery, bohaterowie również obchodzili dziesięciolecie objęcia przez Geraldine parafii w Dibley.

### Fabuła odcinków

#### Seria pierwsza
| 1 | The Arrival                  | Richard Curtis                    | 10 listopada 1994 |
| W wiosce Dibley umiera w wieku 107 lat wieloletni proboszcz tamtejszej parafii anglikańskiej. Ku ogromnemu zaskoczeniu czy wręcz przerażeniu parafian, biskup przysyła na jego miejsce Geraldine, księdza-kobietę. Początkowo mieszkańcy chcą pisać do władz kościelnych petycję o zmianę tej decyzji, ale szybko okazuje się, że nieco niekonwencjonalny sposób bycia i pracy nowego proboszcza sprawia, że pusty dotąd kościół zapełnia się wiernymi.                                                              |                              |                                   |                   |
| 2 | Songs of Praise              | Richard Curtis Kit Hesketh-Harvey | 17 listopada 1994 |
| BBC postanawia nagrać w kościele w Dibley jeden z odcinków swojego najpopularniejszego programu religijnego, poświęconego muzyce sakralnej. Za realizację programu odpowiedzialny jest przystojny producent, który szybko staje się obiektem westchnień Geraldine. Gościnnie wystąpił Peter Capaldi. |                              |                                   |                   |
| 3 | Community Spirit             | Richard Curtis Paul Mayhew-Archer | 24 listopada 1994 |
| W Dibley ma się odbyć festyn parafialny połączony ze zbiórką pieniędzy na cele charytatywne. Geraldine liczy, że obecność jakiegoś znanego celebryty przyciągnie ludzi, a wraz z nimi pieniądze. Okazuje się, że kuzynem Alice jest Reginald Dwight. Geraldine sądzi, że jej przyjaciółka ma na myśli Eltona Johna (którego prawdziwe nazwisko to Reginald Dwight), lecz w rzeczywistości Reginald okazuje się być kimś zupełnie innym. Na szczęście w wiosce przypadkowo znajduje się inna gwiazda – Kylie Minogue. |                              |                                   |                   |
| 4 | The Window and the Weather   | Richard Curtis                    | 1 grudnia 1994    |
| Gwałtowna burza niszczy jeden z głównych witraży kościoła parafialnego w Dibley, zaś koszt wykonania i wstawienia nowego to kilkanaście tysięcy funtów. Geraldine umawia się z bogatym przyjacielem Davida, którego stara się namówić na darowiznę. |                              |                                   |                   |
| 5 | Election                     | Richard Curtis Paul Mayhew-Archer | 8 grudnia 1994    |
| W Dibley zbliżają się wybory samorządowe, a polityczna gorączka ogarnia całą wieś. Urzędującym radnym reprezentującym wioskę jest David, lecz mieszkańcy oskarżają go o nie dotrzymywanie obietnic wyborczych. W kampanię włączą się ksiądz proboszcz. |                              |                                   |                   |
| 6 | Animals                      | Richard Curtis                    | 15 grudnia 1994   |
| Do Geraldine zgłasza się bardzo zasmucona kobieta, która prosi o nabożeństwo pogrzebowe dla swojego ukochanego zwierzaka. Proboszcz spełnia prośbę, a przy okazji przychodzi jej do głowy pomysł zorganizowania mszy specjalnie dla zwierząt i ich właścicieli. Wywołuje to ogólnokrajowy skandal. |                              |                                   |                   |
| 7 | The Easter Bunny             | Richard Curtis Paul Mayhew-Archer | 8 kwietnia 1996   |
| Mieszkańcy Dibley przygotowują się do świąt Wielkiejnocy. Wszyscy członkowie rady parafialnej podejmują wielkopostne wyrzeczenia, a za każde ich złamanie mają wpłacać po jednym funcie na cele charytatywne. Tymczasem umierająca Pani Cropley wyznaje proboszczowi na łożu śmierci, iż to ona była tajemniczym zajączkiem wielkanocnym, który co roku przemierzał wieś w świąteczną noc. Geraldine przejmuje tę rolę.                                                                                              |                              |                                   |                   |
| 8 | The Christmas Lunch Incident | Richard Curtis Paul Mayhew-Archer | 25 grudnia 1996   |
| Jest Boże Narodzenie i Geraldine otrzymuje od swoich parafian trzy zaproszenia na świąteczne obiady. Nie chcę nikomu sprawić przykrości i przyjmuje wszystkie, ale nawet jej spory żołądek nie jest w stanie przyjąć takiej ilości jedzenia. Tymczasem w wiosce ponownie pojawia się producent programów religijnych BBC (Peter Capaldi). |                              |                                   |                   |

#### Odcinki charytatywne
| – | Ballykissdibley | 14 marca 1997 |
| W ramach programu wymiany doświadczeń między parafiami, do Dibley przybywa ksiądz będący bohaterem innego serialu BBC, Ballykissangel (Stephen Tompkinson). Szybko orientuje się, że mieszkańcy wsi wymagają wytężonej pracy duszpasterskiej, zwłaszcza Owen i Alice. Odcinek specjalny dla Comic Relief. |                 |               |

#### Seria druga
| 9 | Engagement        | 26 grudnia 1997  |
| Geraldine widzi wyraźnie, że Alice i Hugo mają się ku sobie, lecz nie potrafią przełamać bariery obustronnej nieśmiałości. Ksiądz proboszcz stara się im pomóc. Perspektywa wejścia Alice do rodziny przeraża głęboko Davida, który grozi synowi wydziedziczeniem, jeśli nie zerwie z Alice. Tymczasem Geraldine staje się obiektem zalotów Owena, który nawet oświadcza się jej.                                                                                               |                   |                  |
| 10 | Dibley Live       | 8 stycznia 1998  |
| W ramach obchodów 650. rocznicy powstania parafii w Dibley, Geraldine uzyskuje koncesję na nadawanie przez tydzień okolicznościowego programu radiowego. Na ramówkę składają się autorskie audycje parafian, nadawane z zaimprowizowanego na plebanii studia. Audycja Francka nie cieszy się popularnością, ponieważ jest znany jako wyjątkowy nudziarz, tymczasem nieoczekiwanie oświadcza on na antenie, iż przez 40 lat ukrywał przed swymi krajanami własny homoseksualizm. |                   |                  |
| 11 | Celebrity Vicar   | 15 stycznia 1998 |
| Dzięki dość niespodziewanemu ciągowi wydarzeń, Geraldine ma swoje pięć minut w ogólnokrajowych mediach i staje się czymś w rodzaju kościelnej celebrytki. Niestety woda sodowa uderza jej trochę do głowy i zaczyna zaniedbywać obowiązki w Dibley, co spotyka się z niechętną reakcją parafian. Gościnnie wystąpili gwiazda Baletu Królewskiego Darcey Bussell oraz jeden z najpopularniejszych głosów brytyjskiego radia, Terry Wogan.                                        |                   |                  |
| 12 | Love and Marriage | 22 stycznia 1998 |
| Po przełamaniu oporu rodziny, nadchodzi wielki dzień – Alice i Hugo stają na ślubnym kobiercu. Na uroczystość przybywają liczni krewni, w tym Simon, brat Davida mieszkający na co dzień w Liverpoolu. Szybko zaczyna iskrzyć między nim a Geraldine. |                   |                  |

#### Odcinki charytatywne
| – | Celebrity Party | 12 marca 1999 |
| W związku z kręceniem filmu w Dibley pojawia się cała plejada gwiazd z pierwszych stron gazet. Geraldine udaje się ich zaprosić na przyjęcie na plebanii, lecz wtedy właśnie w wiosce wysiada prąd i impreza odbywa się w ciemności, co tylko sprzyja szampańskiej zabawie. Gościnnie wystąpił Johnny Depp. Drugi odcinek specjalny dla Comic Relief. |                 |               |

#### Seria trzecia
| 13 | Autumn | 24 grudnia 1999 |
| Alice i Hugo z kilkunastomiesięcznym opóźnieniem powracają ze swojej podróży poślubnej, a to za sprawą dość niemiłych przygód, jakie ich spotkały. Okazuje się też, że Alice jest w ciąży. Tymczasem ksiądz proboszcz kontynuuje związek z poznanym na ślubie Alice Simonem, lecz gdy rozpada się on z powodu nieuczciwości Simona, duchowna jest w tak złym stanie psychicznym, iż postanawia zrezygnować z pracy w parafii. Parafianie robią wszystko, aby ją od tego odwieść. |        |                 |
| 14 | Winter | 25 grudnia 1999 |
| Mieszkańcy Dibley organizują niezwykłe jasełka: na prawdziwej farmie, z prawdziwymi zwierzętami i prawdziwie ciężarną Alice w roli Maryi. Spektakl staje się aż zbyt realistyczny, kiedy nieoczekiwanie w środku przedstawienia Alice zaczyna rodzić. |        |                 |
| 15 | Spring | 27 grudnia 1999 |
| Zbliża się chrzest dziecka Alice i Hugona, którego udzieli osobiście zaprzyjaźniony z Davidem biskup. Tymczasem sam David nieoczekiwanie zakochuje się w Geraldine, z którą wcześniej tak często się spierał. Postanawia diametralnie odmienić swój wizerunek, aby tylko zaskarbić sobie jej względy. Gościnnie wystąpili Richard Griffiths i Sean Bean. |        |                 |
| 16 | Summer | 1 stycznia 2000 |
| W okolicach Dibley panuje straszliwa susza, która daje się we znaki mieszkańcom. Firma zarządzająca systemem wodnym w regionie postanawia przebudować swoją sieć i utworzyć na miejscu Dibley zbiornik retencyjny. Mieszkańcy pod wodzą proboszcza podejmują walkę o ocalenie swojej wsi. |        |                 |

#### Odcinki specjalne
| 17 | Merry Christmas | 25 grudnia 2004 |
| Geraldine obchodzi dziesięciolecie swojego probostwa w Dibley. Z tej okazji David, korzystając ze swoich rozległych kontaktów, postanawia zaaranżować jej spotkanie z arcybiskupem Canterbury. Tymczasem we wsi organizowany jest konkurs na najciekawszą nową kolędę, który dość nieoczekiwanie wygrywa Jim. Pojawiają się także plotki, że Geraldine jest lesbijką. |                 |                 |
| 18 | Happy New Year  | 1 stycznia 2005 |
| Zbliżają się czterdzieste urodziny Geraldine. Sama duchowna źle czuje się ze swoim wiekiem i nie chce w żaden specjalny sposób obchodzić tego wydarzenia, ale parafianie mimo wszystko szykują dla niej liczne niespodzianki. W odcinku dużo mówi się też, pół żartem pół serio, o trwającej w chwili jego realizacji międzynarodowej kampanii społecznej Make Poverty History. Odcinek kończy dużo poważniejsza niż reszta serialu scena, w której bohaterowie oglądają niezwykle smutny fragment filmu dokumentalnego o tragicznej sytuacji afrykańskich dzieci. Zamiast napisów końcowych pokazywane są ujęcia wszystkich głównych aktorów z bardzo smutnymi twarzami, z białymi opaskami symbolizującymi poparcie dla akcji. |                 |                 |

#### Odcinki charytatywne
| – | Antiques Roadshow | 11 marca 2005 |
| Do Dibley przyjeżdża ekipa popularnego programu telewizyjnego Antiques Roadshow, w którym specjaliści wyceniają rozmaite przedmioty z prywatnych kolekcji. Mieszkańcy wsi przynoszą do wyceny swoje rozmaite skarby, zaś efekty są dość zaskakujące... Trzeci odcinek specjalny dla Comic Relief. |                   |               |

#### Seria czwarta
| 13 | The Handsome Stranger | 25 grudnia 2006 |
| Do wsi wprowadza się księgowy Harry (Richard Armitage), londyńczyk z pochodzenia. Geraldine i Alice początkowo są mu niechętne, gdyż sądzą, iż napływ coraz liczniejszych mieszczuchów odbiera wiosce jej unikatowy charakter. Kiedy jednak ksiądz proboszcz poznaje przybysza, który okazuje się być niezwykle przystojnym mężczyzną, z miejsca się w nim zakochuje... ze wzajemnością! Ich związek szybko wchodzi jednak w fazę kryzysu, gdy Harry’ego odwiedza atrakcyjna dziewczyna (Keeley Hawes), której okazuje wiele czułości. W scenie finałowej wyjaśnia się, że to siostra Harry’ego. Księgowy oświadcza się Geraldine, a ta przyjmuje jego oświadczyny. |                       |                 |
| 14 | The Vicar in White    | 1 stycznia 2007 |
| Wszyscy członkowie rady parafialnej, a zarazem przyjaciele proboszcza, zajęci są przygotowaniami do ślubu Geraldine i Harry’ego, które przebiegają w sposób daleki od bezstresowego. Sprawy jeszcze komplikuje fakt, iż Geraldine poprosiła o przewodniczenie ceremonii swojego kolegę z seminarium (Hugh Bonneville), z którym kiedyś łączyło ją coś więcej... Odcinek stanowi fabularne zakończenie serialu i sporo w nim odniesień do całej jego dwunastoletniej historii. W finałowej scenie ślubu jako statystki wystąpiło kilkadziesiąt autentycznych kobiet-księży Kościoła Anglii. Wmontowano również sekwencję scen zza kulis serialu.                     |                       |                 |

#### Odcinki charytatywne
| – | Wife Swap            | 16 marca 2007 |
| Świeżo poślubieni Geraldine i Harry biorą udział w popularnym programie telewizyjnym Zamiana żon. Geraldine trafia do domu Stinga, zaś jej miejsce boku Harry’ego zajmuje na pewien czas małżonka muzyka, Trudie Styler. Czwarty odcinek specjalny dla Comic Relief. |                      |               |
| – | Women Bishops        | 3 marca 2013  |
| Delegacja parafii w Dibley wyrusza do Londynu na obrady Synodu Kościoła Anglii, gdzie ma oddać swoje głosy w sprawie dopuszczenia kobiet do biskupstwa (co było autentycznym wydarzeniem z jesieni 2012, zaś odcinek wyemitowano na początku 2013 roku). Piąty odcinek specjalny dla Comic Relief. |                      |               |
| – | The Bishop of Dibley | 13 marca 2015 |
| Biskupstwo kobiet stało się faktem w Kościele Anglii, zaś kuria arcybiskupa Canterbury prowadzi szeroko zakrojone poszukiwania kandydatek do purpury, reprezentujących różne środowiska i style kobiecego duszpasterstwa. Wśród zaproszonych na rozmowę kwalifikacyjną znajduje się również Geraldine. Szósty odcinek specjalny dla Comic Relief. Wystąpiło zaledwie troje członków oryginalnej obsady serialu (Dawn French, James Fleet i Trevor Peacock), natomiast gościnnie pojawili się Emma Watson, Annette Crosbie, Maureen Lipman, Ruth Jones, Jennifer Saunders, Fiona Bruce i Richard Ayoade. |                      |               |

## Produkcja

### Zdjęcia
Sceny studyjne do serialu były kręcone z udziałem publiczności w BBC Television Centre w Londynie. Plenery były realizowane w wiosce Turville w hrabstwie Buckinghamshire. Serialowy kościół św. Barnaby, którego proboszczem jest tytułowa bohaterka, jest w rzeczywistości kościołem pod wezwaniem Dziewicy Maryi w Turville.

### Muzyka
Głównym motywem muzycznym serialu jest Psalm 23 (Pan jest moim pasterzem...). Producenci serialu zamówili zupełnie nowe opracowanie muzyczne psalmu u Howarda Goodalla, brytyjskiego kompozytora znanego zarówno ze swych dzieł chóralnych, jak i muzyki do seriali komediowych. W nagraniu wystąpił chór katedry anglikańskiej w Oksfordzie, zaś stworzona w ten sposób pieśń została potem oficjalnie dopuszczona do użytku liturgicznego przez Kościół Anglii i kilka innych Kościołów anglikańskich w różnych państwach. W związku z tym można ją niekiedy usłyszeń na anglikańskich nabożeństwach.

### Polski tytuł
Polski tytuł serialu określa główną bohaterkę mianem pastora, co jest dość dyskusyjne. Tłumacz oparł się na panującej w potocznym języku polskim tendencji, aby pastorami tytułować duchownych wszystkich wyznań protestanckich. W rzeczywistości w tych wyznaniach protestanckich, gdzie podobnie jak w katolicyzmie panuje ustrój episkopalny, duchownych tytułuje się raczej księżmi. Dotyczy to również Kościoła Anglii, w którym posługuje bohaterka serialu. W związku z tym terminologicznie bardziej właściwe, choć być może bardziej kontrowersyjne w polskich realiach, byłoby nadanie serialowi tytułu Ksiądz na obcasach.

## Nagrody i wyróżnienia
Serial był sześciokrotnie nominowany do Nagrody Telewizyjnej BAFTA. Cztery nominacje indywidualne do tej nagrody, za najlepszy telewizyjny występ komediowy, otrzymała Dawn French. Dwukrotnie aktorki serialu otrzymywały British Comedy Award w kategorii najlepsza telewizyjna aktorka komediowa. W 1997 wyróżnienie to przypadło Dawn French. W 1998 French ponownie była nominowana, ale nagrodę otrzymała jej partnerka z serialu Emma Chambers. Zarówno serial jako całość, jak i French indywidualnie, byli dwukrotnie nominowani do Narodowej Nagrody Telewizyjnej (w latach 1998 i 2000), która ostatecznie przypadła serialowi raz, w 1998 roku. W tym samym roku produkcja otrzymała nagrodę Królewskiego Towarzystwa Telewizyjnego dla najlepszej komedii sytuacyjnej. W roku 2007 została uhonorowana Złotą Różą na Festiwalu Rozrywki w Lucernie.